# Classificació binària

Exemple gràfic de classificació binària bigrupal.

La classificació binària és la tasca de classificar els elements d'un conjunt en dos grups (cadascun anomenat classe) sobre la base d'una regla de classificació. Els problemes típics de classificació binària inclouen:
- Proves mèdiques per determinar si un pacient té certa malaltia o no;
- Control de qualitat a la indústria, decidint si s'ha complert una especificació;
- En la recuperació d'informació, decidir si una pàgina ha d'estar al conjunt de resultats d'una cerca o no.

La classificació binària és la dicotomització aplicada a una situació pràctica. En molts problemes pràctics de classificació binària, els dos grups no són simètrics, i més que la precisió general, la proporció relativa de diferents tipus d'errors és interessant. Per exemple, a les proves mèdiques, detectar una malaltia quan no està present (un fals positiu) es considera diferent de no detectar una malaltia quan està present (un fals negatiu).
La classificació estadística és un problema estudiat en l'aprenentatge automàtic. És un tipus d'aprenentatge supervisat, un mètode d'aprenentatge automàtic on les categories estan predefinides, i s'utilitza per categoritzar noves observacions probabilístiques en aquestes categories. Quan només hi ha dues categories, el problema es coneix com a classificació binària estadística.

Classificador en arbre binari.

Alguns dels mètodes que s'utilitzen habitualment per a la classificació binària són:
- Arbres de decisió
- Boscos aleatoris
- Xarxes bayesianes
- Suport a màquines vectorials
- Xarxes neuronals
- Regressió logística
- Model probit
- Programació genètica
- Programació de múltiples expressions
- Programació genètica lineal

Cada classificador és millor només en un domini selecte basat en el nombre d'observacions, la dimensionalitat del vector de característiques, el soroll de les dades i molts altres factors. Per exemple, els boscos aleatoris funcionen millor que els classificadors SVM per a núvols de punts 3D.